# Burak Uça
Mehmet Burak Kağan Uça (* 8. Dezember 1989 in Mönchengladbach) ist ein deutsch-türkischer Fußballspieler.

## Karriere
Der in Mönchengladbach geborene Uça spielte zunächst in der Jugend für den Rheydter SV und 1. FC Mönchengladbach. 2009 wechselte der Mittelfeldspieler zum Wuppertaler SV Borussia. In Wuppertal wurde der Mittelfeldspieler vor allem in der zweiten Mannschaft eingesetzt, er bestritt jedoch auch vier Spiele in der 3. Liga. Nach einem Jahr wechselte er zu Göztepe Izmir in die zweite türkische Liga, die TFF 1. Lig. Im Sommer 2011 wurde er an den Drittligisten Altay Izmir ausgeliehen. Im Sommer 2012 wurde Uças Vertrag aufgelöst.
Seit Sommer 2013 spielt Uça für den türkischen Verein Alanyaspor. In seiner ersten Saison 2013/14 schaffte der Verein den Aufstieg in die TFF 1. Lig. Mit 25 Einsätzen und neun Toren hatte Uça maßgeblichen Anteil an dem Erfolg.
Zur Saison 2015/16 wechselte er zum Drittligisten İnegölspor. Im Sommer 2017 erfolgte sein ligainterner Wechsel zu Silivrispor.
Im Winter 2018 wechselte er zurück nach Deutschland zum Oberligisten SV Straelen. Vom Sommer 2018 bis 2020 war er vertraglos und schloss sich dann dem Oberligisten 1. FC Mönchengladbach aus seiner Heimatstadt an.

## Erfolge
Mit Göztepe Izmir
- Meister der TFF 2. Lig und Aufstieg in die TFF 1. Lig: 2010/11

Mit Alanyaspor
- Vizemeister und Play-off-Sieger der TFF 2. Lig und Aufstieg in die TFF 1. Lig: 2013/14